# Ljubo Karaman
Ljubo Karaman (Split, 1886. június 15. – Zágráb, 1971. április 19.), horvát művészettörténész és konzervátor.

## Élete
Splitben született 1886-ban. A klasszikus gimnáziumot 1904-ben végezte Splitben. Ezután beiratkozott a Bécsi Egyetemre, ahol a filozófiai karon, történelem-földrajz szakon végzett 1910-ben. 1912-14-ben művészettörténetet tanult Jozef Strzygowskinál, majd 1920-ban doktorált Max Dvořáknál „Die romanische Plastik in Spalato” című disszertációjával. 1911-ben a spliti klasszikus gimnázium, majd a dubrovniki gimnázium tanára volt. 1919-től a Dalmácia Tartományi Konzervátori Hivatal asszisztense, 1926-tól pedig Dalmácia főkonzervátora. Splitben Frane Bulić munkatársa volt, akivel együtt írta meg 1927-ben a „Palača cara Dioklecijana u Splitu” (Diocletianus császár spliti palotája) című könyvet. Az olasz fasiszta hatóságok nyomására 1941-ben elhagyta Splitet, és 1950-ig, nyugdíjazásáig Zágrábban dolgozott a Konzervátori Intézet igazgatójaként. 1964-ben életműdíjat kapott. 1965-től a Jugoszláv Tudományos és Művészeti Akadémia tagja volt. Az ókortól a barokk korig tanulmányozta Dalmácia műemlékeit, különösen fontosak az óhorvát régészet területén végzett munkái.

## Munkássága
Karaman a bécsi művészettörténeti iskola Riegel és Dvořák művészetteoretikusok és konzervátorok követője és utódja volt. Kiterjedt tudományos életműve egy tucat könyvet és mintegy 400 értekezést foglal magában, amelyek egy része könyvben (Eseji i članci - Esszék és cikkek, 1939; Odabrana djela - Válogatott művek, 1986) és különálló kiadványokban is megjelent. Leginkább Dalmácia művészeti emlékeivel foglalkozott, a késő ókortól a barokkig, de írt az Isztria, Észak-Horvátország és Szlavónia, valamint Bosznia-Hercegovina középkori művészetéről is. Történeti és művészeti kutatásait régészeti, általános művelődés-, politika- és társadalomtörténeti, különösen a korai horvátokkal kapcsolatos ismeretekkel gazdagította, új módszereket és tudományos-rendszertani értelmezést honosított meg, így a kortárs horvát történet- és művészettudomány megalapozója lett.
A különböző kulturális körök összetettségének megértésével és az átmeneti stílusok jelentésének felismerésével hozzájárult a dalmáciai művészeti korszakok, a késő ókor és a kora középkor kidolgozásához, a művészi kifejezés értékeléséhez. A horvát alkotói környezet értékeinek népszerűsítése iránt elkötelezetten a regionális sajátosságok értelmezésével, a helyiek külső hatások feldolgozásában és összehangolásában való részesedésének hangsúlyozásával fedezte fel az ismeretlent és vezetett be új fogalmakat, valamint felvázolta a dalmáciai művészi kifejezés körvonalait. Tudományos állításokkal kitartóan védte a horvát művészeti örökség igazságát és értékét.
Tudományos pályafutása kezdetétől foglalkoztatta a korai szláv (óhorvát) művészet. Legtöbb írása a „Vjesnik za arheologiju i historiju dalmatinsku” (Dalmáciai régészeti és történelmi újság) című lapban jelent meg. Részletesen tárgyalta a dalmáciai építészet olyan kiváló alkotásait, mint a prikai Szent Péter-templom, a spliti székesegyház keresztelőkápolnájában található dombormű Tomiszláv király képével, Ravennai János érsek szarkofágja Splitben, a kora középkori ornamentika Dalmáciában, a koraromán stílusú Szent Mihály-templom Ston közelében és kora román kori freskói. „Iz kolijevke hrvatske prošlosti” (A horvát múlt bölcsőjéből, 1930) című könyvében található a dalmáciai művészet fejlődésével kapcsolatos problémák megoldására irányuló összes korábbi kísérlet első érvelő kritikai revíziója, melyben a régi horvát művészetnek a regionális kontextusban és a periférikus környezet speciális körülményei között megfigyelhető szintézisét vázolta fel, meggyőzően cáfolva Strzygowski tézisét, miszerint a horvátok az északi faépítési modelleket vitték az Adriára át, egyben cáfolta a koraromán művészet bizánci stílusáról alkotott véleményeket. Kiemelte a szabad formájú boltíves templomokat, mint helyi mesterek eredeti alkotásait és a templomi berendezés kőszobrászati alkotásait, amelyek észak-itáliai hatására jöttek létre, majd tovább fejlődtek a 11. század második felének átmeneti formáira.
Vitatkozott Ejnar Dyggvével az ókeresztény és a korai horvát művészet kapcsolatáról. Nézeteit a horvátországi történelmi folyóiratban (Časopisu za hrvatsku poviest, 1943) foglalta össze. Írása a kora középkori művészetről szóló újabb munkáiról szóló recenzióit is tartalmazza. Mindezt népszerű módon a „Živa starina” (1943) és a „Baština djedova” (1944) címmel megjelent füzetekben fejtette ki. Tudományos művei csúcspontjának tekintik a román szobrászat remekeinek monografikus feldolgozásait, „Portal majstora Radovana u Trogiru” (Radovan mester portálja Trogirban, Rad JAZU, 1938) és a „Buvinove vratnice i drveni kor splitske katedrale” (A spliti székesegyház Buvin-kapuja és fakórusa, Rad JAZU, 1942) címmel. A gótikus-reneszánsz átmeneti formák sajátosságát hangsúlyozta a késő gótika és a reneszánsz időszak „Umjetnost u Dalmaciji XV. i XVI. vijek” (Dalmáciai művészet a 15. és 16. században, 1933) című áttekintésében. Jelentős tanulmányokat publikált Juraj Dalmatinacról, valamint a šibeniki és korčulai székesegyházról.
A hazai szakemberek közül elsőként elemezte a festményeket művészettörténészként, elsősorban a román, gótikus és reneszánsz festészetre, valamint a hazai műhelyek munkásságára fókuszálva. Úttörő művében, az „O domaćem slikarstvu u Dalmaciji za vrijeme mletačkog gospodstva” (A hazai festészetről Dalmáciában a velencei uralom idején (1927) rámutatott a dalmát festőiskola 15. és 16. századi létezésére. Több művében a tárgyalta a dalmáciai festőiskolán belül létező dubrovniki festőiskola alkotásait. „Notes sur l’art byzantin et les Slaves catholiques de Dalmatie” című műve a dalmáciai festőiskola első katalógusát tartalmazza. A művészet fejlődési szekvenciájának kutatása és értelmezése csúcspontját a „Pregled umjetnosti u Dalmaciji” (A dalmáciai művészeti áttekintése, 1952) című könyv érte el, amelyben a horvátok művészeti tevékenységét tárgyalta a betelepülésüktől a 18. századig, a dalmát múlt kulturális és történelmi korszakai szerint rendezve. Az utolsó nagy szintézisben, „O djelovanju domaće sredine u umjetnosti hrvatskih krajeva” (A hazai környezet működéséről a horvát régiók művészetében, 1963) úgy értékelte a horvát művészetet, hogy az provincializált, behatárolt és periférikus. Az alkotás szabadságára alkalmas művészeti alkotások megjelenése a hosszú retardáció és az átmeneti stílusok kreatív szintézise.

## Fő művei
- Palača cara Dioklecijana u Splitu (társszerző Frane Bulić). Zagreb, 1927.
- Iz kolijevke hrvatske prošlosti Zagreb, 1930.
- Natpis djakona Dobra iz vremena narodne hrvatske dinastije 1931.
- O slijedu historijsko-umjetničkih perioda u Dalmaciji sa osobitim obzirom na spomenike Splita i Trogira 1931-32.
- La Dalmatieà travers les âges Split, 1933.
- Dalmacija kroz vjekove u historiji i umjetnosti Split, 1934.
- Umjetnost u Dalmaciji. XV. i XVI. vijek Zagreb, 1933.
- Portal majstora Radovana u Trogiru 1938.
- Bratovština i crkva sv. Križa u Velom Varošu u Splitu (társszerző A. Belaš), Split 1939.
- Eseji i članci Zagreb, 1939.
- Iskopine društva »Bihaća« u Mravincima i starohrvatska groblja 1940.
- Poviest hrvatskih zemalja Bosne i Hercegovine, 1. Sarajevo, 1942.
- Buvinove vratnice i drveni kor splitske katedrale 1942.
- Stari dubrovački slikari 1943.
- Afreski hrvatskog majstora u Sv. Mariji kod Berma u Istri 1943.
- Živa starina. Pedeset slika iz vremena hrvatskih narodnih vladara Zagreb, 1943.
- Uspomene hrvatskih vladara i odličnika u gradu Zadru 1944.
- Baština djedova Zagreb, 1944.
- O srednjovjekovnoj umjetnosti Istre 1949.
- Glose nekojim pitanjima slavenske arheologije 1952.
- Pregled umjetnosti u Dalmaciji od doseljenja Hrvata do pada Mletaka Zagreb, 1952.
- O staroj slikarskoj školi u Dubrovniku 1953.
- Osvrtu na neke novije publikacije i tvrdnje iz područja historije umjetnosti Dalmacije 1954.
- O mjesnim grupama dalmatinske slikarske škole u XV. st. 1955
- O reviziji iskopina u Biskupiji kod Knina 1955
- O putovima bizantskih crta u umjetnosti istočnog Jadrana 1958.
- O dubrovačkom slikaru 16. stoljeća Frani Matejevu Matkovu Dubrovnik, 1960.
- O nekim pitanjima hrvatske povijesti do XIII st. 1960.
- Andrija Buvina – vratnice splitske katedrale – drveni kor u splitskoj katedrali Zagreb, 1960.
- O djelovanju domaće sredine u umjetnosti hrvatskih krajeva Zagreb, 1963.
- Odabrana djela Split, 1986.